# Platinaägget
Platinaägget är en årlig hedersutmärkelse inom reklam- och formgivningsbranschen. Till skillnad från det relaterade Guldägget som ges till byråer och företag är Platinaägget ett individuellt pris. Vinnarna utses av Platinaakademien enligt devisen: Guldägget belönar köpare av bra reklam.[källa behövs]
År 1975 instiftades Platinaägget för att även uppmärksamma de som producerar den belönade reklamen. Guldägget motiverar detta såhär: "Bra reklam är visserligen oftast frukten av ett lagarbete, men över en längre tidsperiod går det otvetydigt att urskilja människor som med sin begåvning och personlighet mer än andra har bidragit till reklamens och formgivningens utveckling i Sverige".

## Platinaakademien
Platinaägget utses av Platinaakademien som bildades 1975 med uppgift att inspirera och främja kvaliteten inom svensk reklam, formgivning och kommunikation. 
Akademins ledamöter består av Platinaäggspristagare och det tillkommer två ledamöter varje år.

## Pristagare
| År   | Namn                                                                       |
| ---- | -------------------------------------------------------------------------- |
| 1975 | Alf Mork                                                                   |
| 1976 | Leon Nordin                                                                |
| 1979 | Jan Cederquist, Lars Hall                                                  |
| 1984 | Roy Andersson, Carl Fredrik Hultenheim, John Melin, Anders Österlin        |
| 1985 | Jane Bark, Sören Blanking, Olle Eksell, Arne Nilsson, Per-Henry Richter    |
| 1986 | Anders Beckman (postumt), Dan Jonsson, Torbjörn Lenskog, Lennart Ranghusen |
| 1987 | Kurt Lundkvist, Georg Oddner                                               |
| 1988 | Lars Falk, Georg Lois, Ove Pihl                                            |
| 1989 | Bengt Andersson, François Gillet, John Hegarty                             |
| 1990 | Nils Törnblom                                                              |
| 1991 | Lasse Wannberg, Hubert Johansson, Erik Heffer, Hans Brindfors              |
| 1992 | Jan Bengtsson, Johan Sten                                                  |
| 1993 | HC Ericson, Martin Gavler (postumt)                                        |
| 1994 | Flemming Holst                                                             |
| 1995 | Lars Forsberg                                                              |
| 1996 | Lars Liljendahl                                                            |
| 1997 | IB Thanning, Bo Rönnberg                                                   |
| 1998 | Staffan Forsman                                                            |
| 1999 | Tom Hedqvist                                                               |
| 2000 | Sven-Olof Bodenfors                                                        |
| 2001 | Lars "Fille" Hansson                                                       |
| 2002 | Filip Nilsson                                                              |
| 2003 | Carl Lewenhaupt, Olle Mattson                                              |
| 2004 | Joakim Jonason                                                             |
| 2006 | Lars Collin                                                                |
| 2007 | Anna Qvennerstedt                                                          |
| 2008 | Henrik Nygren                                                              |
| 2009 | Anders Wester                                                              |
| 2010 | Frank Hollingworth                                                         |
| 2011 | Mikael Jansson                                                             |
| 2012 | Linus Karlsson, Paul Malmström                                             |
| 2013 | Göran Åkestam                                                              |
| 2014 | Silla Levin                                                                |
| 2015 | Björn Kusoffsky                                                            |
| 2016 | Björn Engström                                                             |
| 2017 | Jesper Kouthoofd                                                           |
| 2018 | Tove Langseth                                                              |
| 2019 | Magnus Jakobsson                                                           |
| 2020 | Björn Kusoffsky                                                            |
| 2021 | Stefania Malmsten och Jacob Nelson                                         |
| 2022 | Johan Pihl                                                                 |
| 2023 | Karin Ahlgren                                                              |
| 2024 | Martin Ringqvist och Sophia Lindholm                                       |